# 5673 Макалістер
5673 Макалістер (5673 McAllister) — астероїд головного поясу, відкритий 6 вересня 1986 року.
Тіссеранів параметр щодо Юпітера — 3,559.